# Per G. Andreen
Per Gudmund Andreen, född 28 juni 1909 i Fritsla, Älvsborgs län, död 23 augusti 2001 i Täby, Stockholms län, var en svensk historiker.

## Biografi
Andreen avlade 1933 filosofisk ämbetsexamen och blev 1939 filosofie licentiat i historia vid Stockholms högskola. Åren 1939–1944 var han anställd som 1:e sekreterare vid Statens Informationsstyrelse. Efter kriget arbetade han som lektor först vid Lundsbergs skola och 1951–1974 vid Djursholms samskola. Vid sidan av sin pedagogiska verksamhet verkade Andreen som forskare. Forskningen omfattar två huvudområden: Karl XIV Johans finanspolitik och Gösta Bagges insatser i svensk politik. Andreen disputerade inom det första området 1958, blev docent 1959 och förklarades professorskompetent 1963.
I början av 1960-talet fick Andreen i uppdrag av familjen Bagge att skriva en vetenskaplig biografi över Gösta Bagge. Arbetet resulterade i ett flertal böcker. Hans författarskap sträcker sig från 1940-talet till 1999, då den sista boken Gösta Bagge som samhällsbyggare utkom till 90-årsdagen. 
Efterlämnade forskningsmaterial finns arkiverade på Riksarkivet (depå: Marieberg), Per Gudmund Andreens arkiv: https://sok.riksarkivet.se/nad?Sokord=Per+Gudmund+Andreen&EndastDigitaliserat=false&BegransaPaTitelEllerNamn=false&AvanceradSok=False&typAvLista=Standard&page=2&postid=Arkis+3EE28F96-9B89-11D5-A701-0002440207BB&tab=post&FacettState=undefined%3Ac%7C#tab
Andreens grav återfinns på Djursholms begravningsplats.

## Familj
Per G. Andreen var son till Johan Walfrid Andreen, fabrikschef vid Fritsla Mekaniska Wäfveri, och Eleonore Andreen, född Wennerholm. Han växte upp på Solhagen i Fritsla. Han hade åtta syskon, varav det äldsta var läkaren och forskaren Andrea Andreen. Han var gift 1940–1978 med Lily Andreen, född Dreyer, från Köpenhamn.
Per G. Andreen var far till Magna Andreen Sachs, Viveka Friberger, Gabrielle Andreen Hultman och Johan Andreen.
Ett familjearkiv med släktforskningsmaterial, brev och dokument som spänner över tiden 1880 till 1956 som Andreen hade samlat finns donerat till Landsarkivet i Göteborg. Vidare finns handlingar om Johan Walfrid Andreen, boken "Per G Andreen - en historiebok" och boken "Andrea Andreen - För livets skull". https://sok.riksarkivet.se/nad?Sokord=familjen+andreens+arkiv&EndastDigitaliserat=false&BegransaPaTitelEllerNamn=false&AvanceradSok=False&typAvLista=Standard&page=1&postid=Arkis+462CEAE8-FCEE-4957-82C9-6C02FFF7686C&tab=post&FacettState=undefined%3Ac%7C#tab

## Personer som forskningen omfattar
Per G Andreen har forskat och skrivit om följande personer:
- Gustaf Fredrik Wirsén (1779–1827). Handels- och finansminister 1812–1814, president för Statskontoret 1814–1824 och därefter statsråd till 1827.
- Carl David Skogman (1786–1856). Handels- och finansminister i Karl XIV Johans regering 1821–1838.
- Karl XIV Johan (1763–1844) . Sveriges kung 1818–1844. Andreen har framför allt skrivit om hans finanspolitik från 1815 års riksdag till 1830 års realisationsbeslut (devalvering).
- Gösta Bagge (1882–1951). Professor i nationalekonomi och socialpolitik vid Stockholms Högskola, högerpartiets ledare 1935–1944 och ecklesiastikminister (utbildningsminister) i samlingsregeringen under andra världskriget.

## Vetenskaplig bibliografi (urval)
- Carl David Skogman. Stockholm: [Stockholms stads sparbank]. 1947. Libris 1387598
- Studier rörande den s.k. affären Skogman (Historisk Tidskrift 1953)
- Politik och finansväsen [Elektronisk resurs : från 1815 års riksdag till 1830 års realisationsbeslut. 1, 1815-1818]. Stockholm studies in history, 0491-0842 ; 3. Stockholm: Almqvist & Wiksell. 1958. Libris 13364489. http://urn.kb.se/resolve?urn=urn:nbn:se:su:diva-76094
- Politik och finansväsen: från 1815 års riksdag till 1830 års realisationsbeslut. 2:2, 1823-1830. Stockholm studies in history, 0491-0842 ; 5. Stockholm: Almqvist & Wiksell i distribution. 1961. Libris 12612
- Carl David Skogman. En problematisk gestalt i Carl Johan-tidens offentliga liv. (Carl Johans Förbundets Handlingar 1958-1963, Uppsala 1963)
- De mörka åren: perspektiv på svensk neutralitetspolitik våren 1940 - nyåret 1942. Stockholm: Norstedt. 1971. Libris 21042. ISBN 91-1-717231-4
- Finland i brännpunkten: mars 1940 - juni 1941. Köping: Lindfors. 1980. Libris 7630332. ISBN 91-7268-104-7
- Bagge, Wigforss och 40-talets frihetsdebatt. Stockholm: Frescati sommarseminarier. 1985. Libris 533224
- Andreen, Per G.; Boalt Gunnar (1987). Bagge får tacka Rockefeller. Rapport i socialt arbete, 0281-6288 ; 30. Stockholm: Univ., Socialhögskolan. Libris 8211273
- Gustaf Fredrik Wirsén: (1779-1827). Skrifter utgivna av Samfundet Djursholms forntid och framtid, 0581-4472 ; 21. Djursholm: Samf. Djursholms forntid och framtid. 1987. Libris 704340
- Andreen, Per G. (1989). ”Carl XIV Johans finansplaner på riksdagen 1823.”. Carl Johans förbundets handlingar (Uppsala : Carl Johans förbundet, 1861-) 1985/1988,:  sid. 29-90. ISSN 0280-0411. ISSN 0280-0411 ISSN 0280-0411. Libris 2382909
- Gösta Bagge som samhällsbyggare: kommunalpolitiker, socialpolitiker, ecklesiastikminister. Stockholm studies in history, 0491-0842 ; 57. Stockholm: Almqvist & Wiksell International. 1999. Libris 7223485. ISBN 91-22-01837-9